# Rally di Sanremo
Il Rally di Sanremo (o Rallye Sanremo) è una manifestazione rallistica che si disputa principalmente a Sanremo, in Italia. Fatta eccezione per la stagione 1995, l'evento è stato parte del calendario FIA dalla stagione 1973 fino al 2003. Attualmente, fa parte dei calendari del campionato europeo e italiano rally.

## Storia

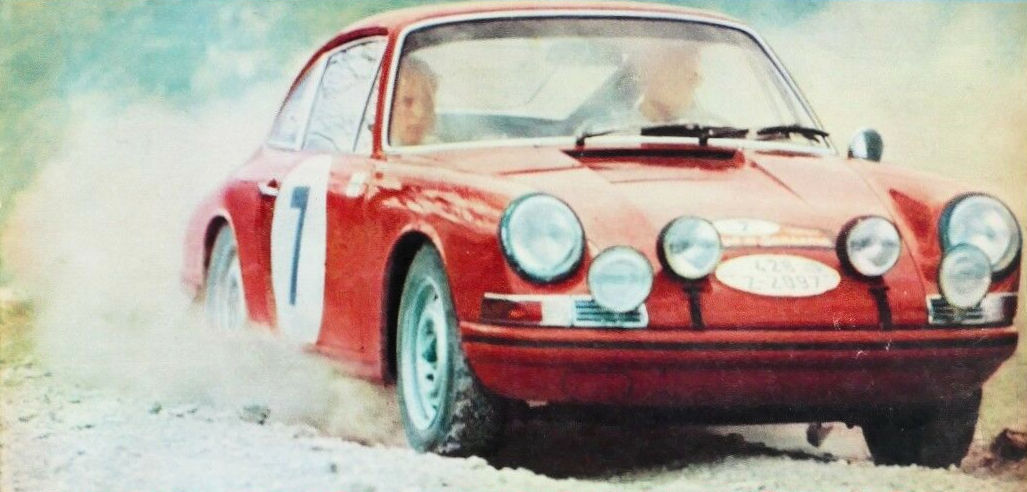
Pauli Toivonen su Porsche 911 nell'edizione del 1968

Il primo Rally Internazionale di Sanremo è stato organizzato nel 1928. L'anno successivo l'evento è stato organizzato in maniera diversa, includendo nel percorso di gara una serie di strade urbane della città di Sanremo. La prima gara sul Circuito automobilistico della città Sanremo si è svolta nel 1937 ed è stata vinta da Achille Varzi. Il Rally di Sanremo come manifestazione rallystica è poi ripreso nel 1961 come Rally dei Fiori.
Dal 1970 al 1972, il Rally di Sanremo ha fatto parte del Campionato Internazionale per i costruttori. Dal 1972 al 2003, la manifestazione è stata nel calendario del Campionato Mondiale Rally, ad eccezione del 1995, quando l'evento è stato solo un episodio del Campionato Mondiale per costruttori (FIA 2-Litre). Concepita come gara a superficie mista terra - asfalto, il rally si svolgeva quasi totalmente in territorio ligure e del basso Piemonte, con un 30% di percorso su strade sterrate e il resto su asfalto.
Dal 1979 al 1996, la gara conobbe il periodo di massimo splendore, quando il percorso si estese fino in Toscana e Umbria, lungo gli sterrati della zona del Chianti, di Siena, Volterra, Arezzo e Gubbio, luoghi molto apprezzati dai piloti e dagli spettatori che contribuirono a innalzare notevolmente il prestigio della gara italiana nel panorama internazionale. La manifestazione manteneva partenza e arrivo a Sanremo, e si svolgeva per circa metà della lunghezza totale del percorso su fondo asfaltato, principalmente in Liguria e per l'altra metà su fondo sterrato in Toscana, richiamando folle di appassionati da tutta Italia e non solo.

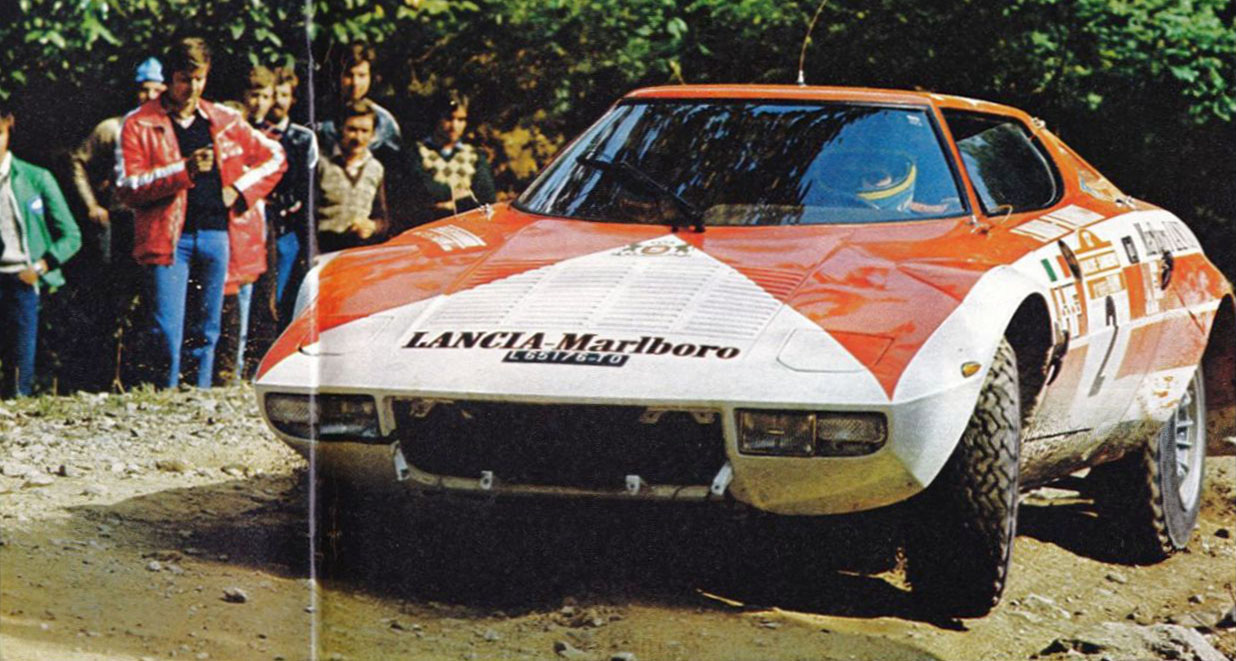
L'edizione 1974 del Sanremo segnò il debutto e la prima vittoria, con Sandro Munari e Mario Mannucci, della plurititolata Lancia Stratos, «l'ammazza rally» degli anni 70.

La manifestazione fu oggetto di polemiche nel 1986, quando i commissari squalificarono la squadra Peugeot prima dell'ultima tappa per l'utilizzo illegale delle minigonne, consegnando la vittoria alla squadra Lancia. La Peugeot utilizzò la stessa configurazione delle vetture anche nelle precedenti manifestazioni e passò le verifiche senza problemi, superando anche le verifiche pre-rally. Peugeot presentò ricorso, ma gli organizzatori non permisero al team di proseguire il rally. Solo in dicembre, a mondiale già concluso, la FISA (Federazione Internazionale Sport Automobilistico) confermò che le automobili Peugeot erano legali e decise di invalidare i risultati della manifestazione ai fini delle classifiche del campionato del mondo.

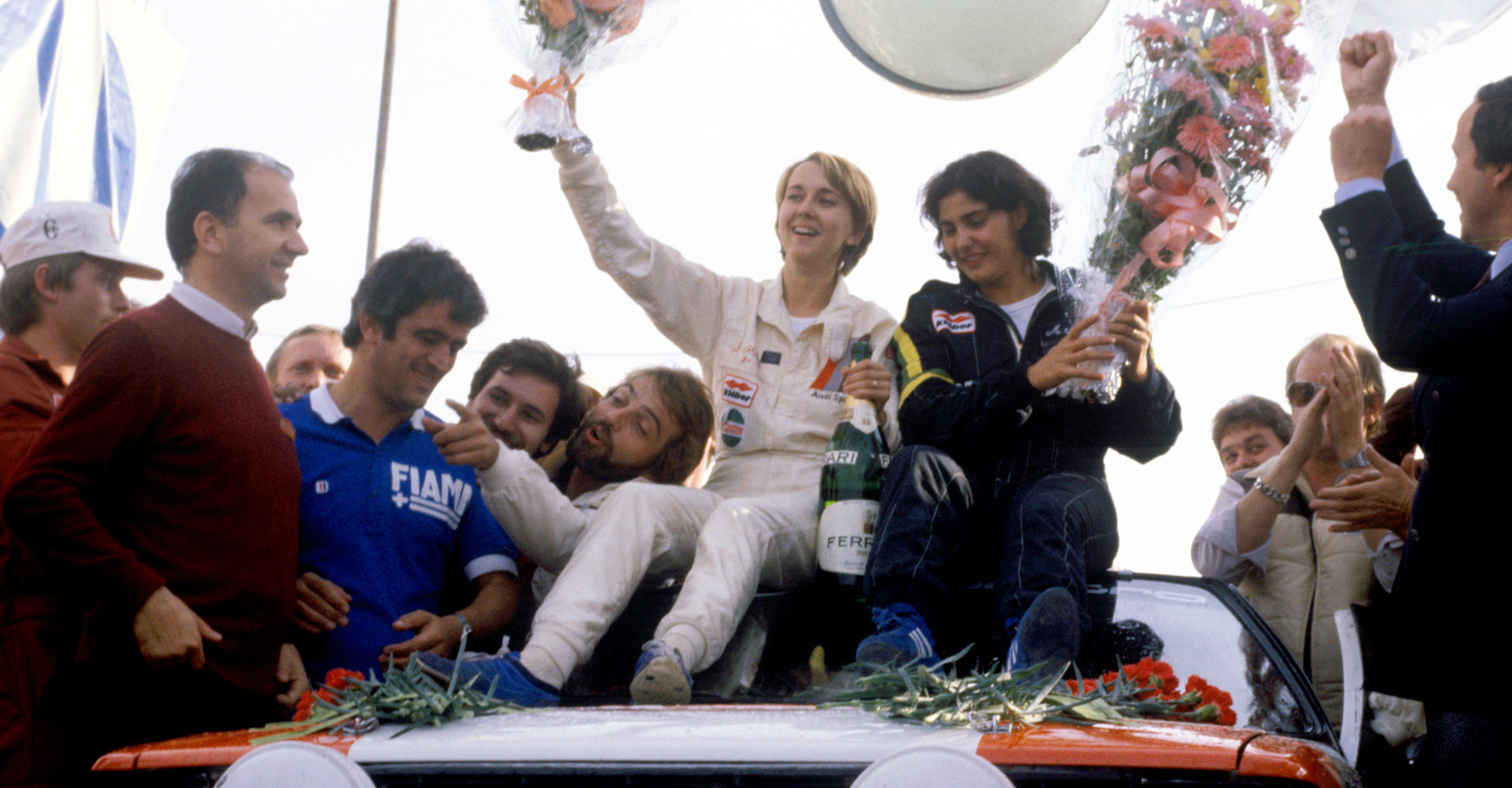
Fabrizia Pons e Michèle Mouton festeggiano la loro storica vittoria su Audi quattro all'edizione 1981 del Sanremo, la prima per un equipaggio femminile nel mondiale rally.

A partire dal 1997, a causa di un cambio di regolamento che proibiva alle gare facenti parte del campionato del mondo rally di disputarsi su fondo misto, il Rally di Sanremo è stato organizzato interamente su asfalto tutto nei dintorni della città di Sanremo. Dopo essere stato escluso dal calendario WRC, il Rally di Sanremo è entrato a far parte del Campionato Italiano Rally. Dal 2006, è anche una gara valida per l'Intercontinental Rally Challenge. Tuttavia, nel 2004 il Sanremo perde il titolo di Rally d'Italia, che da allora è appannaggio del Rally di Sardegna.
Dal 2005 è stata reintrodotta la prova speciale della Ronde di Monte Bignone, che era stata sospesa nel 1985. Consiste di uno dei tratti cronometrati più affascinanti della storia dell rallysmo italiano, e con i suoi 44 km è uno dei più lunghi al mondo. La prova si svolge di notte e tocca i comuni di Perinaldo, Apricale, Bajardo e le frazioni di Sanremo Coldirodi e San Romolo.
Nel 2009 Sergio Maiga, presidente dell'ACI Sanremo e fratello dell'ex copilota di Sandro Munari e anch'esso copilota negli anni 1970, ha progettato un'edizione con due tappe in Liguria e una in Toscana; il progetto avrebbe dovuto concretizzarsi nel 2010 ma è stato accantonato. L'edizione del 2009 ha visto la vittoria del pilota britannico Kris Meeke su Peugeot 207 Super 2000 che ha così potuto festeggiare la vittoria nel campionato IRC con una gara di anticipo; per la prima volta, gli arrivi e le partenze del rally si sono svolti in piazza Colombo, nel centro della città. Nelle successive edizioni si è però tornati a effettuare le partenze, gli arrivi e le premiazioni sul lungomare Italo Calvino.

## Albo d'oro

Miki Biasion e Tiziano Siviero festeggiano la vittoria all'edizione 1989 del Sanremo, in piedi sulla loro Lancia Delta Integrale 16V.

Nella stagione 1986 i risultati del rally vennero annullati ai fini del campionato mondiale, ma rimase valido per il campionato italiano. Nella stagione 1995 il rally non era valido per i mondiali piloti e costruttori, ma solo per la Coppa del mondo 2 litri costruttori.
| Anno | Denominazione                          | Vincitori                              | Auto                                   | Validità                               |
| ---- | -------------------------------------- | -------------------------------------- | -------------------------------------- | -------------------------------------- |
| 1928 | Rally Internazionale di Sanremo        | Ernest Urdareanu                       | Fiat 520                               |                                        |
| 1929 | Rally Internazionale di Sanremo        | Ernest Urdareanu                       | Fiat 521                               |                                        |
| 1961 | 1º Rally dei Fiori                     | De Villa                               | Alfa Romeo Giulietta                   |                                        |
| 1962 | 2º Rally dei Fiori                     | Piero Frescobaldi                      | Lancia Flavia                          |                                        |
| 1963 | 3º Rally dei Fiori                     | Franco Patria                          | Lancia Flavia Coupé                    |                                        |
| 1964 | 4º Rally dei Fiori                     | Erik Carlsson                          | Saab 96 Sport                          |                                        |
| 1965 | 5º Rally dei Fiori                     | Leo Cella                              | Lancia Fulvia 2C                       |                                        |
| 1966 | 6º Rally dei Fiori                     | Leo Cella                              | Lancia Fulvia HF                       |                                        |
| 1967 | 7º Rally dei Fiori                     | Jean-François Piot                     | Renault 8 Gordini                      |                                        |
| 1968 | 8º Rally di Sanremo                    | Pauli Toivonen                         | Porsche 911                            |                                        |
| 1969 | 9º Rally di Sanremo                    | Harry Källström                        | Lancia Fulvia Coupé HF                 |                                        |
| 1970 | 1º Sanremo-Sestriere - Rally d'Italia  | Jean-Luc Thérier                       | Alpine-Renault A110 1600               | ICM                                    |
| 1971 | 2º Sanremo-Sestriere - Rally d'Italia  | Ove Andersson                          | Alpine-Renault A110 1600               | ICM                                    |
| 1972 | 10º Rally Sanremo                      | Amilcare Ballestrieri                  | Lancia Fulvia Coupé HF                 | ICM                                    |
| 1973 | 11º Rally Sanremo                      | Jean-Luc Thérier                       | Alpine-Renault A110 1800               | WRC                                    |
| 1974 | 12º Rally Sanremo                      | Sandro Munari                          | Lancia Stratos                         | WRC                                    |
| 1975 | 13º Rally Sanremo                      | Björn Waldegård                        | Lancia Stratos                         | WRC                                    |
| 1976 | 14º Rally Sanremo                      | Björn Waldegård                        | Lancia Stratos                         | WRC                                    |
| 1977 | 15º Rally Sanremo                      | Jean-Claude Andruet                    | Fiat 131 Abarth Rally                  | WRC                                    |
| 1978 | 20º Rally Sanremo                      | Markku Alén                            | Lancia Stratos                         | WRC                                    |
| 1979 | 21º Rally Sanremo                      | Antonio Fassina                        | Lancia Stratos                         | WRC                                    |
| 1980 | 22º Rally Sanremo                      | Walter Röhrl                           | Fiat 131 Abarth Rally                  | WRC                                    |
| 1981 | 23º Rally Sanremo                      | Michèle Mouton                         | Audi quattro                           | WRC                                    |
| 1982 | 24º Rally Sanremo                      | Stig Blomqvist                         | Audi quattro                           | WRC                                    |
| 1983 | 25º Rally Sanremo                      | Markku Alén                            | Lancia Rally 037                       | WRC                                    |
| 1984 | 26º Rally Sanremo                      | Ari Vatanen                            | Peugeot 205 Turbo 16                   | WRC                                    |
| 1985 | 27º Rally Sanremo                      | Walter Röhrl                           | Audi Sport quattro S1 E2               | WRC                                    |
| 1986 | 28º Rally Sanremo                      | Markku Alén                            | Lancia Delta S4                        | WRC                                    |
| 1987 | 29º Rally Sanremo                      | Miki Biasion                           | Lancia Delta HF 4WD                    | WRC                                    |
| 1988 | 30º Rally Sanremo - Rally d'Italia     | Miki Biasion                           | Lancia Delta Integrale                 | WRC                                    |
| 1989 | 31º Rally Sanremo - Rally d'Italia     | Miki Biasion                           | Lancia Delta Integrale 16V             | WRC                                    |
| 1990 | 32º Rally Sanremo - Rally d'Italia     | Didier Auriol                          | Lancia Delta Integrale 16V             | WRC                                    |
| 1991 | 33º Rally Sanremo - Rally d'Italia     | Didier Auriol                          | Lancia Delta Integrale 16V             | WRC                                    |
| 1992 | 34º Rally Sanremo - Rally d'Italia     | Andrea Aghini                          | Lancia Delta HF Integrale              | WRC                                    |
| 1993 | 35º Rally Sanremo - Rally d'Italia     | Franco Cunico                          | Ford Escort RS Cosworth                | WRC                                    |
| 1994 | 36º Rally Sanremo - Rally d'Italia     | Didier Auriol                          | Toyota Celica Turbo 4WD                | WRC                                    |
| 1995 | 37º Rally Sanremo - Rally d'Italia     | Piero Liatti                           | Subaru Impreza 555                     | WRC                                    |
| 1996 | 38º Rally Sanremo - Rally d'Italia     | Colin McRae                            | Subaru Impreza 555                     | WRC                                    |
| 1997 | 39º Rally Sanremo - Rally d'Italia     | Colin McRae                            | Subaru Impreza WRC                     | WRC                                    |
| 1998 | 40º Rally Sanremo - Rally d'Italia     | Tommi Mäkinen                          | Mitsubishi Lancer Evo 5                | WRC                                    |
| 1999 | 41º Rally Sanremo - Rally d'Italia     | Tommi Mäkinen                          | Mitsubishi Lancer Evo 6                | WRC                                    |
| 2000 | 42º Rally Sanremo - Rally d'Italia     | Gilles Panizzi                         | Peugeot 206 WRC                        | WRC                                    |
| 2001 | 43º Rally Sanremo - Rally d'Italia     | Gilles Panizzi                         | Peugeot 206 WRC                        | WRC                                    |
| 2002 | 44º Rally Sanremo - Rally d'Italia     | Gilles Panizzi                         | Peugeot 206 WRC                        | WRC                                    |
| 2003 | 45º Rally Sanremo - Rally d'Italia     | Sébastien Loeb                         | Citroën Xsara WRC                      | WRC                                    |
| 2004 | 46º Rally Sanremo                      | Renato Travaglia                       | Peugeot 206 XS S1600                   | CIR                                    |
| 2005 | 47º Rally Sanremo                      | Alessandro Perico                      | Renault Clio S1600                     | CIR                                    |
| 2006 | 48º Rally Sanremo                      | Paolo Andreucci                        | Fiat Grande Punto S2000                | IRC                                    |
| 2007 | 49º Rally Sanremo                      | Luca Rossetti                          | Peugeot 207 S2000                      | CIR                                    |
| 2008 | 50º Rally Sanremo                      | Giandomenico Basso                     | Abarth Grande Punto S2000              | CIR                                    |
| 2009 | 51º Rally Sanremo                      | Kris Meeke                             | Peugeot 207 S2000                      | ERC                                    |
| 2010 | 52º Rally Sanremo                      | Paolo Andreucci                        | Peugeot 207 S2000                      | ERC                                    |
| 2011 | 53º Rally Sanremo                      | Thierry Neuville                       | Peugeot 207 S2000                      | ERC                                    |
| 2012 | 54º Rally Sanremo                      | Giandomenico Basso                     | Ford Fiesta S2000                      | CIR                                    |
| 2013 | 55º Rally Sanremo                      | Giandomenico Basso                     | Peugeot 207 S2000                      | CIR                                    |
| 2014 | 56º Rally Sanremo                      | Umberto Scandola                       | Škoda Fabia S2000                      | CIR                                    |
| 2015 | 62º Rally Sanremo                      | Paolo Andreucci                        | Peugeot 208 T16                        | CIR                                    |
| 2016 | 63º Rally Sanremo                      | Paolo Andreucci                        | Peugeot 208 T16                        | CIR                                    |
| 2017 | 64º Rally Sanremo                      | Paolo Andreucci                        | Peugeot 208 T16                        | CIR                                    |
| 2018 | 65º Rally Sanremo                      | Paolo Andreucci                        | Peugeot 208 T16                        | CIR                                    |
| 2019 | 66º Rally Sanremo                      | Craig Breen                            | Škoda Fabia R5                         | CIR                                    |
| 2020 | annullata per condizioni meteo avverse | annullata per condizioni meteo avverse | annullata per condizioni meteo avverse | annullata per condizioni meteo avverse |
| 2021 | 68º Rally Sanremo                      | Craig Breen                            | Hyundai i20 R5                         | CIR                                    |
| 2022 | 69º Rally Sanremo                      | Fabio Andolfi                          | Škoda Fabia RC2                        | CIR                                    |
| 2023 | 70º Rally Sanremo                      | Giandomenico Basso                     | Škoda Fabia RS Rally2                  | CIR                                    |
| 2024 | 71º Rally Sanremo                      | Giandomenico Basso                     | Toyota GR Yaris Rally2                 | CIR                                    |

- La FIA annullò tutti i risultati ottenuti nel 1986.